# Jardín notable

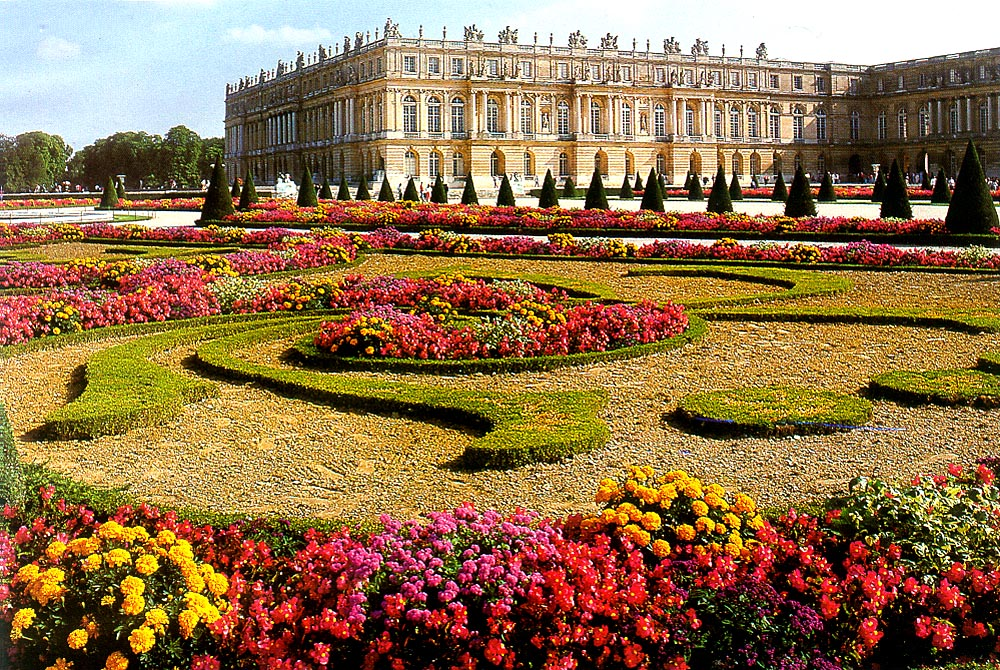
Jardines del Château de Versailles (Île-de-France), Parterre du Midi

La etiqueta jardín notable ( Jardin remarquable), fue creada por el Ministerio de Cultura de Francia en 2004 con la participación del Consejo nacional de parques y jardines.
Este distintivo contempla el reconocimiento y valoración de los parques y jardines bien cuidados y abiertos al público. Además de limitarse al marco de los jardines antiguos, protegidos o no de conformidad con los Monumentos Históricos de Francia, incluye los jardines de reciente creación. 
Esta marcas de calidad, asignada por un periodo de 5 años, es revisable y renovable. Los criterios tenidos en cuenta para su atribución son la composición, la integración en el lugar y la calidad de los accesos, la presencia de elementos notables, el interés botánico, el interés histórico (para los jardines antiguos solamente) y la calidad del mantenimiento. 
Las ventajas que proporciona son: 
- Mención en los documentos difundidos por el Ministerio de Cultura y Comunicación,
- Posibilidad de obtener una señalización vial,
- Posibilidad de consideración en los planes locales de urbanismo,
- Posibilidad de obtener una autorización fiscal,
- Apoyo del Consejo nacional de parques y jardines, del Comité de parques y jardines de Francia y la asociación regional.

Como contrapartida compromete a los propietarios a garantizar un mantenimiento regular de su jardín, abrir al público al menos 50 días en el año, participar en una operación nacional: la cita con los jardines — en francés «Rendez-vous aux jardins», acontecimiento anual organizado por el Ministerio de Cultura desde 2003, que se celebra el primer fin de semana de junio — o en las jornadas europeas del patrimonio, disponer de una información a disposición del público, y a poner la placa con el logotipo de la distinción. 
Actualmente hay 315 jardines beneficiarios de esta etiqueta en Francia.
Algunos ejemplos de "Jardin Remarquable".

Detalles
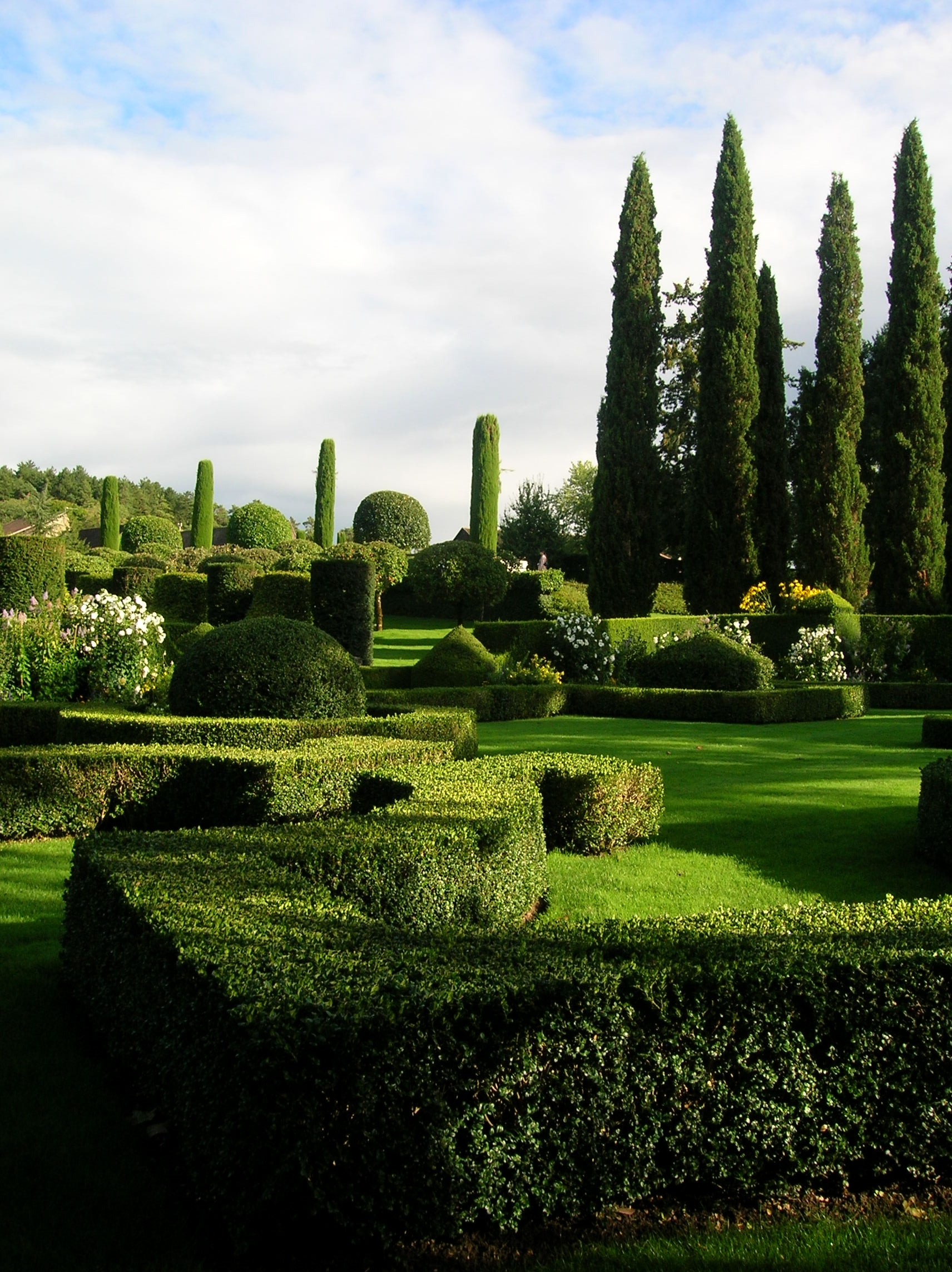
Casa solariega de Eyrignac (Dordogne).
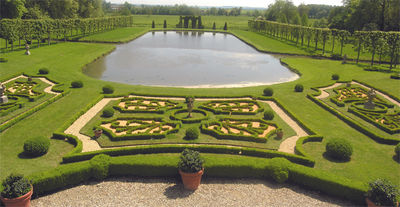
Jardines de Château de Vendeuvre, (Calvados).
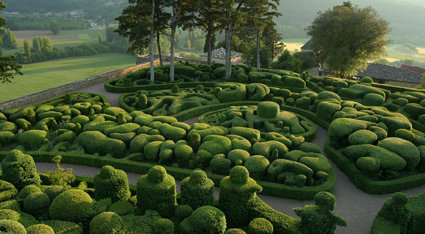
Jardines de Marqueyssac (Dordogne).
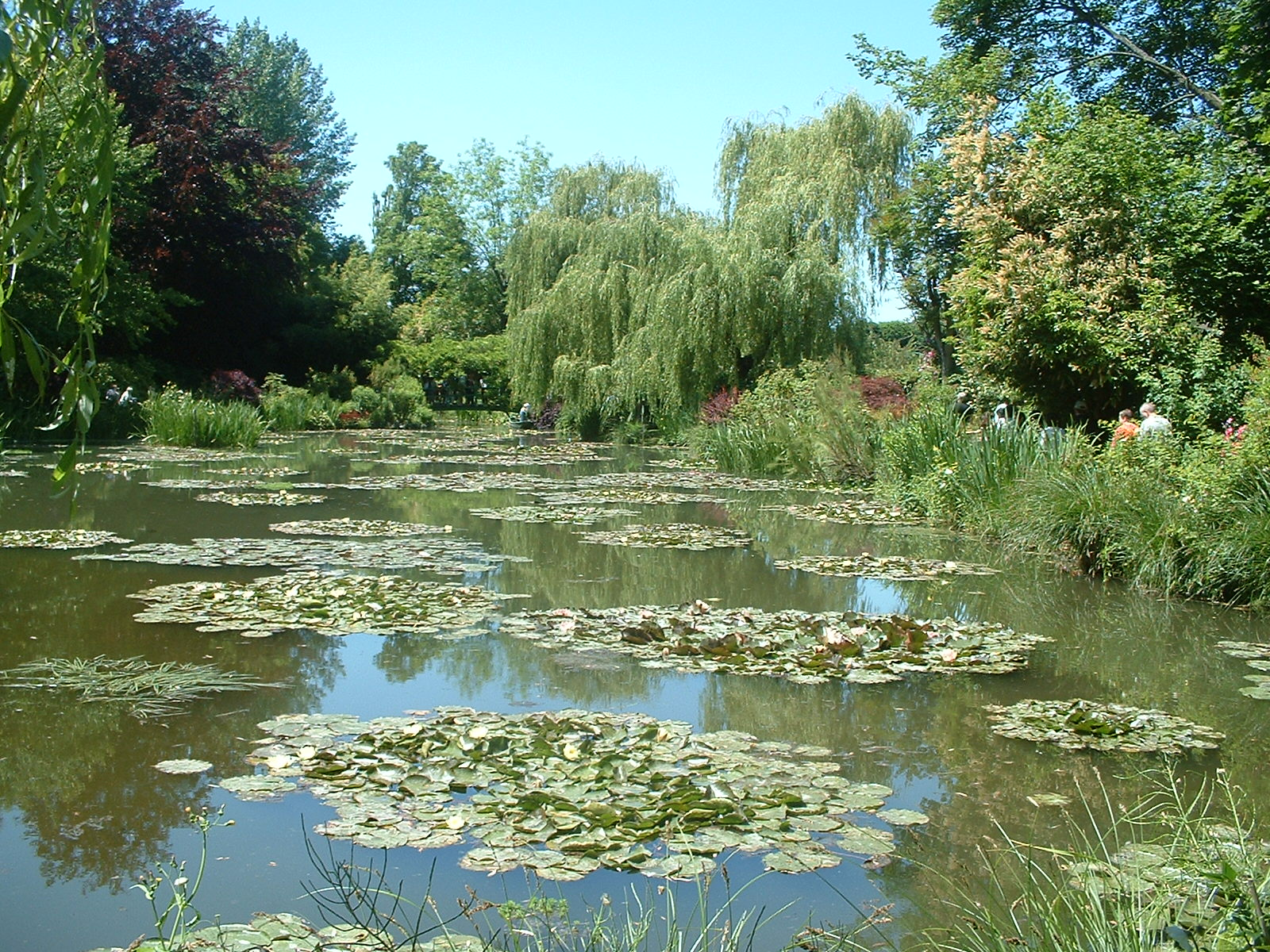
Estanque de los lirios de agua de Claude Monet en Giverny.
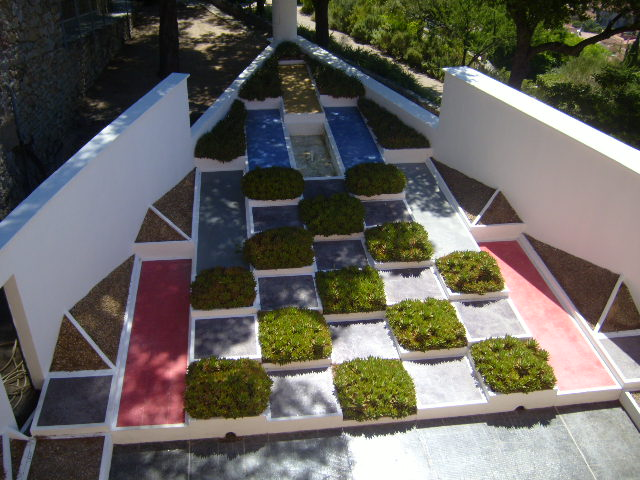
Jardín Cubista de Villa Noailles, Parc Saint Berard, Hyères (Var).
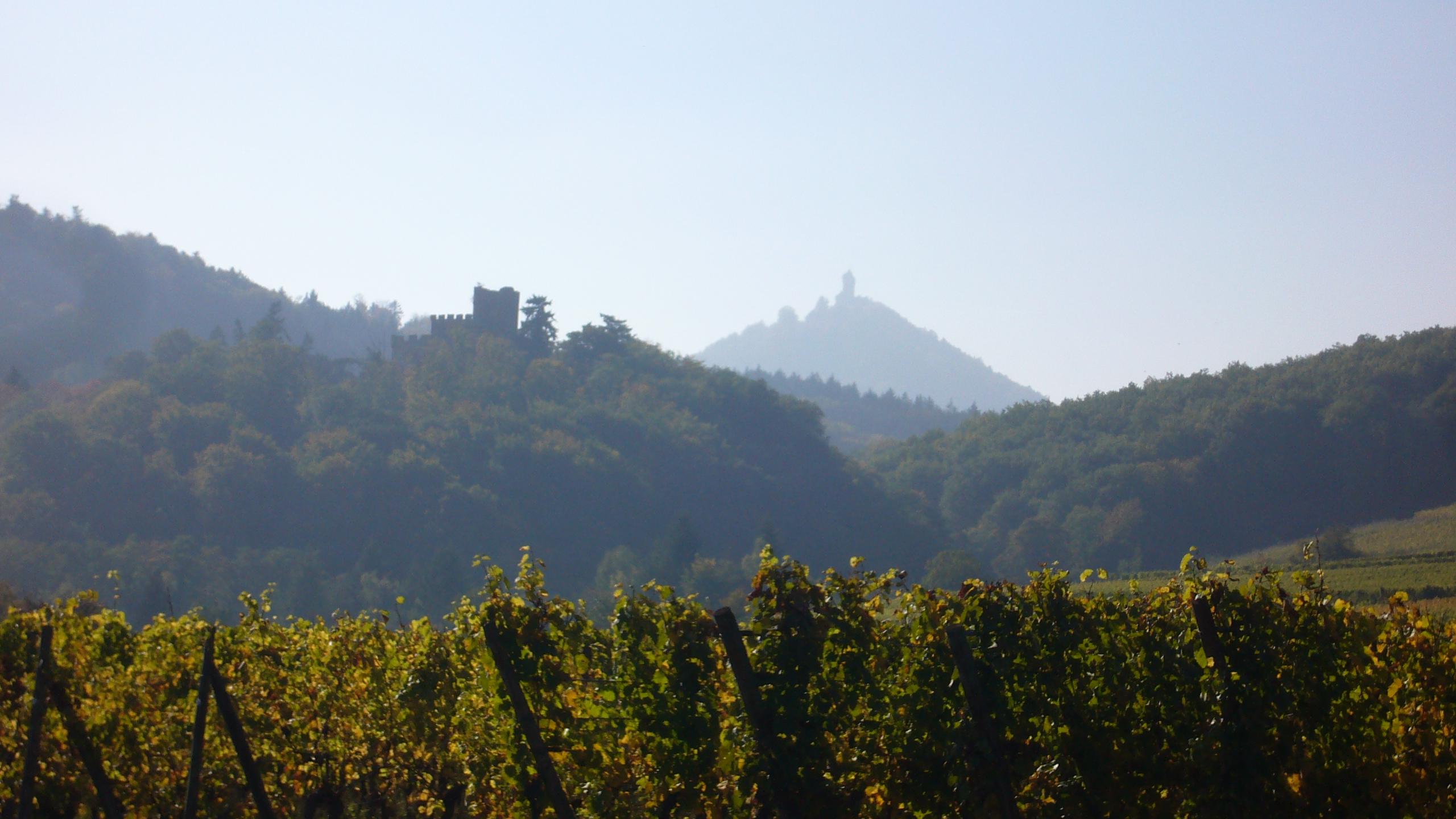
Châteaux de Kintzheim
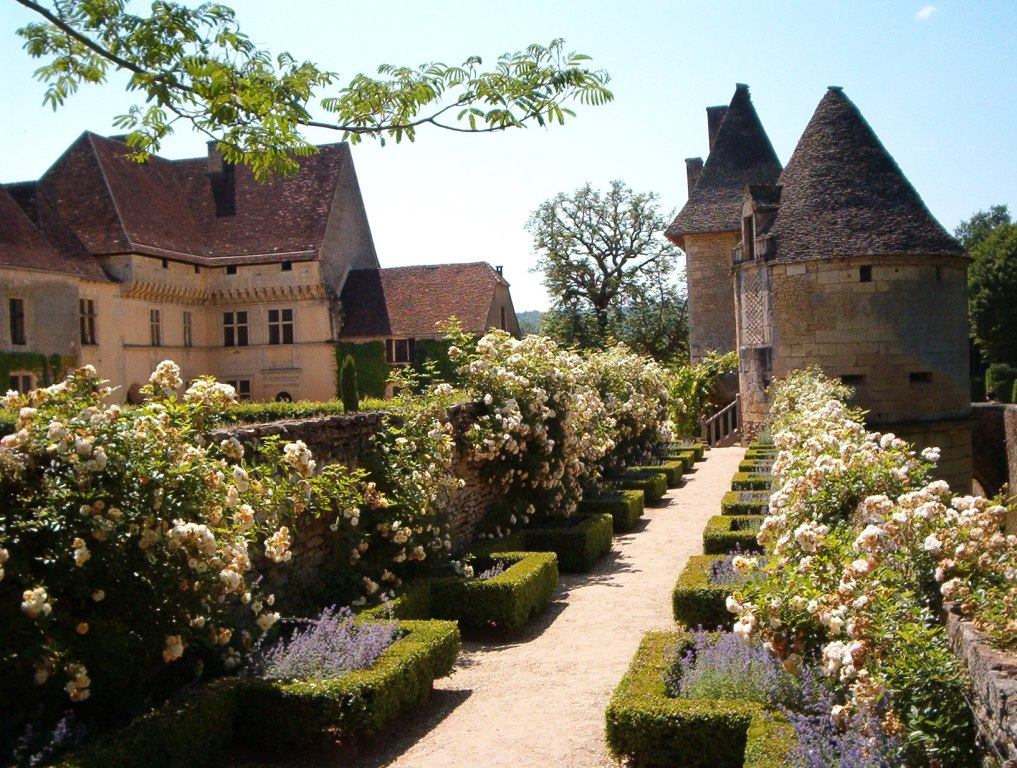
Rosaleda de Châteaux de Losse, Montignac-Lascaux (Dordogne).
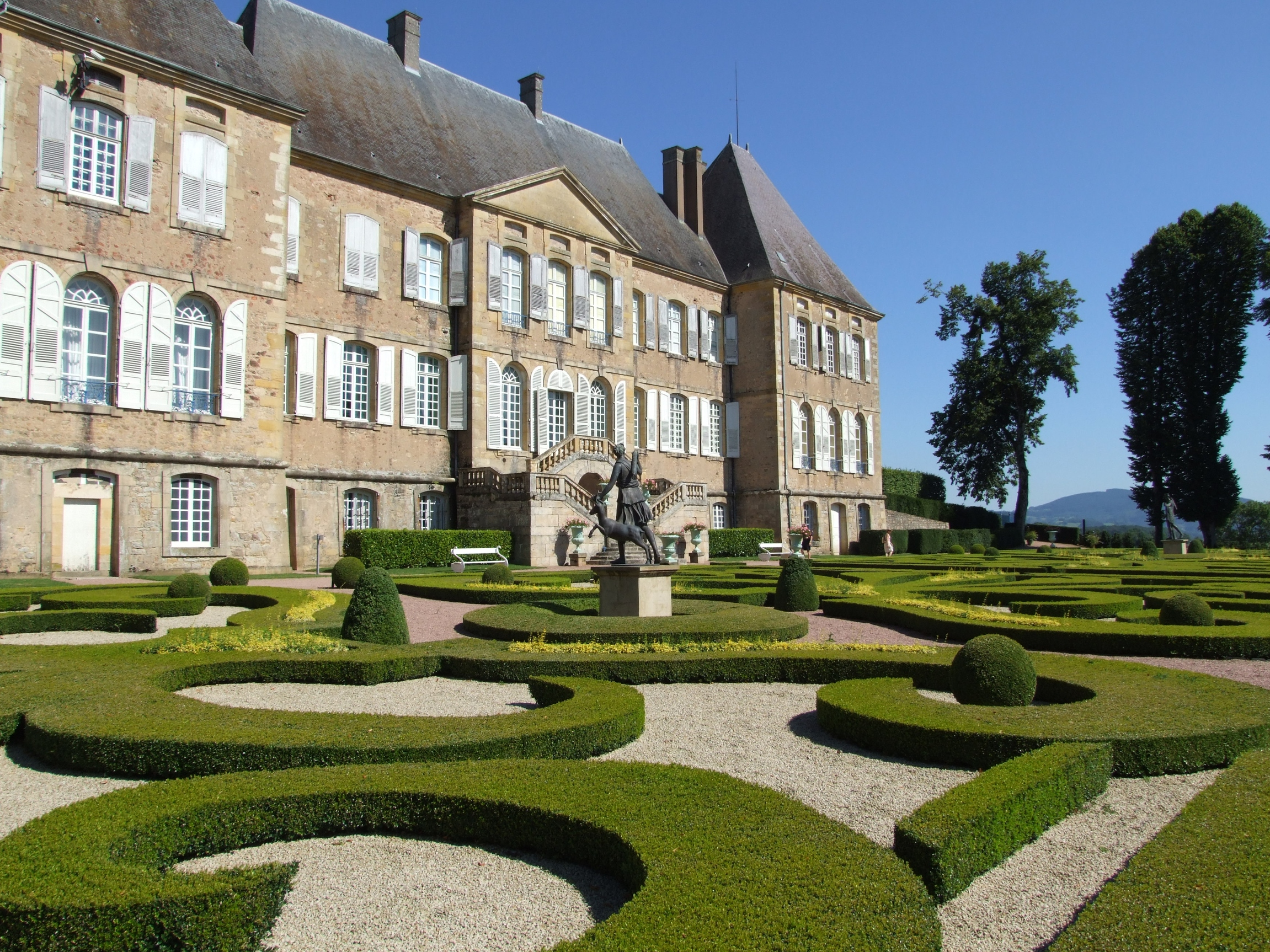
Châteaux de Drée.